# Consistórios de Honório II
Esta entrada contém a lista completa dos consistórios para a criação de novos cardeais presididos pelo Papa Honório II, com uma indicação de todos os cardeais criados dos quais há informação documental (27 novos cardeais em 6 consistórios). Os nomes são colocados em ordem de criação.

## 1124
1. Guido, criado cardeal-bispo de Tivoli (falecido antes de 1148)

## 1125
1. Gregório, criado cardeal-presbítero de Santa Balbina
2. Uberto Ratta, criado cardeal-presbítero de São Clemente (falecido em 1138)
3. Alberico Tomacelli, criado cardeal-presbítero de São João e São Paulo (falecido em 1130)
4. Rodolfo degli Armanni della Staffa, criado cardeal-diácono de Santa Maria em Aquiro, após fevereiro de 1126 (falecido em 1140)
5. Estevão, criado cardeal-diácono de Santa Lucia em Silice (falecido em julho de 1137)
6. Ugo Geremei, criado cardeal-diácono de São Teodoro (falecido em 1129)
7. Cosma, criado cardeal-diácono de Santa Maria em Aquiro (falecido em fevereiro de 1126)
8. Pietro dei Garsendi, criado cardeal-diácono de Santa Maria em Via Lata (falecido antes de dezembro de 1127)

## 1126
1. Mathieu, O.S.B.Clun., Criado cardeal-bispo de Albano (falecido em dezembro de 1135); abençoado
2. Giovanni, O.S.B.Cam., Abade geral de sua ordem; bispo de Óstia (falecido no final de 1133)
3. Sigizzone Bianchelli, júnior, criou o cardeal-presbítero dos Santos Marcelino e Pedro
4. Gregório, criado cardeal-presbítero de Santa Sabina (falecido em 1137)
5. Matteo, criado cardeal-presbítero de São Pedro Acorrentado (falecido em 1137 ou 1138)
6. Anselmo, Can.Reg. São Pedro no Golden Coelo; criado cardeal-presbítero de São Lourenço em Lucina (falecido antes de setembro de 1143)
7. Pierre, criado cardeal-presbítero de Santa Anastácia (falecido em 1134)
8. Gian Roberto Capizucchi, criado cardeal-presbítero de Santa Cecília

## 1127
1. Corrado di Suburra, Can.Reg.Lat., Criado cardeal-bispo de Sabina; posteriormente eleito Papa Anastácio IV em 8 de julho de 1153 (falecido em dezembro de 1154)
2. Bennone de 'Cocliti, criado cardeal-presbítero (título desconhecido) (falecido em 1141)
3. Guido Guelfucci di Castello, criado cardeal-diácono de Santa Maria em Via Lata; posteriormente eleito Papa Celestino II em 26 de setembro de 1143 (falecido em março de 1144)
4. Pierre, criado cardeal-diácono de Santo Adriano no Fórum (falecido em abril de 1130)

## 1128
1. Joselmo, criado cardeal-presbítero de Santa Cecília (falecido em 1138)
2. Rustico, criado cardeal-presbítero de São Ciríaco nas Termas de Diocleciano (morreu antes de 1142)
3. Rustico de 'Rustici, criado cardeal-diácono de São Jorge em Velabro (falecido após 1130)

## 1129
1. Errico, criado cardeal-presbítero Santa Priscila
2. Gerardo, criado cardeal-presbítero dos Santos Nereu e Aquileu
3. Matteo, criado cardeal-diácono de São Teodoro (falecido por volta de 1130)